# Liste de peintures d'Antoine Watteau
Cette page fournit une liste de tableaux du peintre français Jean-Antoine Watteau, plus connu sous le nom d’Antoine Watteau (1684-1721).

## Chronologie
| Tableau | Titre | Date      | Dimensions                                                       | Référence                    | Lieu de conservation                     |
| ------- | --- | --------- | ---------------------------------------------------------------- | ---------------------------- | ---------------------------------------- |
|         | Danse à la Campagne                                                                                      | 1706-1710 | huile sur toile 19 × 24 in                                       | Musée                        | musée d'art d'Indianapolis               |
|         | Le Repos                                                                                                 | vers 1709 | huile sur toile 32 × 42 cm                                       | Musée                        | Musée Thyssen-Bornemisza, Madrid         |
|         | Le Bivouac                                                                                               | 1709-1710 | huile sur toile 32 × 45 cm                                       | Musée                        | Musée Pouchkine, Moscou                  |
|         | Danse de fermiers devant une auberge                                                                     | 1709-1710 | huile sur toile 23 × 17 cm                                       | Base Rkd                     | Musée des Beaux-Arts de Valenciennes     |
|         | Embarquement pour Cythère                                                                                | 1709-1710 | huile sur toile 44 × 54 cm                                       | Musée                        | Musée Städel, Francfort-sur-le-Main      |
|         | Baptême d'un enfant royal ou Louis XIV décore du cordon bleu le duc de Bourgogne, père du futur Louis XV | vers 1710 | huile sur toile 64 × 91 cm                                       | Musée                        | Musée national de Varsovie               |
|         | Arlequin empereur dans la lune                                                                           | vers 1710 | huile sur toile 65 × 82 cm                                       | Musée                        | Musée des beaux-arts de Nantes           |
|         | Le Royaume de l'Amour                                                                                    | vers 1710 | huile sur toile 13 × 18 cm                                       | Catalogue Sotheby's          | Collection privée Vente Sotheby's 2012   |
|         | La Porte de Valenciennes                                                                                 | 1710-1711 | huile sur toile 32 × 41 cm                                       | Musée                        | The Frick Collection, New York           |
|         | L'Accordée de Village                                                                                    | 1710-1715 | huile sur toile 63 × 92 cm                                       | Musée                        | Sir John Soane's Museum, Londres         |
|         | Signature du contrat de mariage et danse à la campagne                                                   | vers 1711 |                                                                  | Musée                        | Musée du Prado, Madrid                   |
|         | Acteurs de la Comedie-Francaise                                                                          | 1711-1712 | huile sur panneau 20 × 25 cm                                     | Musée                        | Musée de l'Ermitage, Saint-Petersbourg   |
|         | La Balançoire                                                                                            | vers 1712 | huile sur toile 95 × 73 cm                                       | Musée                        | Musée Sinebrychoff, Helsinki             |
|         | Pierrot Content                                                                                          | vers 1712 | huile sur panneau 35 × 32 cm                                     | Musée                        | Musée Thyssen-Bornemisza, Madrid         |
|         | Le Voleur de nid de moineau                                                                              | vers 1712 | Huile sur papier couchée sur toile, posée sur panneau 23 × 18 cm | Base Rkd                     | National gallery of scotland, Edimbourgh |
|         | L'Aventurière                                                                                            | vers 1712 | Huile sur cuivre 19 × 26 cm                                      | Musée                        | musée des beaux-arts de Troyes           |
|         | L'Enchanteur                                                                                             | vers 1712 | Huile sur cuivre 19 × 24 cm                                      | Musée                        | musée des beaux-arts de Troyes           |
|         | Fête dans un parc                                                                                        | 1712-1713 | Huile sur toile 19 × 24 cm                                       | Musée                        | musée du Prado, Madrid                   |
|         | La Rêveuse                                                                                               | 1712-1714 | Huile sur panneau 23 × 17 cm                                     | Musée                        | Art Institute of Chicago                 |
|         | La Partie carrée                                                                                         | vers 1713 | huile sur toile 49 × 63 cm                                       | Musée                        | Musée des beaux-arts de San Francisco    |
|         | Nu couché                                                                                                | 1713-1717 | huile sur panneau 14 × 17 cm                                     | Musée                        | Norton Simon Museum, Pasadena            |
|         | Voulez vous triompher des Belles?                                                                        | 1714-1717 | huile sur chêne 36 × 27 cm                                       | Musée                        | Wallace Collection (musée), Londres      |
|         | Paysage du soir avec une fileuse                                                                         | 1713-1715 | huile sur toile 55 × 66 cm                                       | Base Rkd                     | Musée Boijmans Van Beuningen, Rotterdam  |
|         | Paysage avec une chute d'eau                                                                             | 1713-1715 | huile sur toile 72 × 106 cm                                      | Musée                        | musée de l'Ermitage, Saint-Pétersbourg   |
|         | La Perspective (Vue à travers les arbres, dans le parc de Pierre Crozat)                                 | vers 1715 | huile sur toile 47 × 55 cm                                       | Musée                        | musée des beaux-arts de Boston           |
|         | Idylles de guerre                                                                                        | 1715      | plaque de cuivre 21 × 33 cm                                      | Musée                        | musée de l'Ermitage, Saint-Petersbourg   |
|         | Difficultés de la guerre                                                                                 | 1715      | plaque de cuivre 21 × 33 cm                                      | Musée                        | musée de l'Ermitage Saint-Petersbourg    |
|         | L'Amour désarmé                                                                                          | vers 1715 | huile sur toile 47 × 38 cm                                       | Base Joconde                 | musée Condé, Chantilly                   |
|         | Le Donneur de sérénades ou Le Mezetin                                                                    | vers 1715 | huile sur bois 24 × 17 cm                                        | Base Joconde                 | musée Condé, Chantilly                   |
|         | La Proposition embarrassante                                                                             | 1715-1716 | huile sur toile 65 × 84 cm                                       | Musée                        | musée de l'Ermitage, Saint-Pétersbourg   |
|         | Diane au bain                                                                                            | 1715-1716 | Huile sur toile 80 × 101 cm                                      | Base Joconde                 | musée du Louvre, Paris                   |
|         | Nymphe de la fontaine                                                                                    | 1715-1716 | Huile sur toile 74 × 78 cm                                       | Base Rkd                     | Collection privée, vente Sotheby's 2012  |
|         | L'Amante inquiète                                                                                        | 1715-1717 | huile sur bois 24 × 17 cm                                        | Musée                        | musée Condé, Chantilly                   |
|         | La Comédie française                                                                                     | 1715-1717 | huile sur bois 39 × 49 cm                                        | Musée                        | Gemaldegalerie (Berlin)                  |
|         | La Comédie italienne                                                                                     | 1715-1717 | huile sur bois 38 × 49 cm                                        | Musée                        | Gemaldegalerie (Berlin)                  |
|         | La Gamme de l'amour                                                                                      | 1717-1718 | huile sur toile 51 × 60 cm                                       | Musée                        | National Gallery, Londres                |
|         | Portrait d'un gentilhomme dit autrefois Portrait de Jean de Jullienne                                    | 1715-1720 | Huile sur toile 130 × 97 cm                                      | Base Joconde                 | musée du Louvre, Paris                   |
|         | La Leçon de chant                                                                                        | 1716      | Huile sur toile 40 × 32 cm                                       | Utpictura18                  | Palais royal de Madrid                   |
|         | Le Plaisir pastoral                                                                                      | vers 1716 | huile sur bois 31 × 44 cm                                        | Base Joconde                 | musée Condé, Chantilly                   |
|         | Vertumne et Pomone                                                                                       | vers 1716 | huile sur bois 41 × 29 cm                                        | Joconde, gravure par Boucher | Collection Wildenstein, Paris            |
|         | Nymphe et Satyre dit aussi Jupiter et Antiope                                                            | vers 1716 | huile sur toile 73 × 107 cm                                      | Base Joconde                 | musée du Louvre, Paris                   |
|         | L'Automne                                                                                                | vers 1716 | huile sur toile 48 × 40 cm                                       | Base Joconde                 | musée du Louvre, Paris                   |
|         | Savoyard avec une marmotte pendant                                                                       | 1716      | huile sur toile 40 × 32 cm                                       | Musée                        | musée de l'ErmitageSaint-Pétersbourg     |
|         | Les Deux Cousines                                                                                        | vers 1716 | huile sur toile 30 × 36 cm                                       | Notice du Musée              | Musée du Louvre, Paris                   |
|         | L'Indifférent                                                                                            | 1716      | huile sur bois 25 × 19 cm                                        | Base Joconde                 | Musée du Louvre, Paris                   |
|         | La Finette                                                                                               | vers 1716 | huile sur bois 25 × 19 cm                                        | Base Joconde                 | Musée du Louvre, Paris                   |
|         | La Leçon d'amour                                                                                         | 1716-1717 | huile sur bois 44 × 61 cm                                        | Musée                        | Nationalmuseum, Stockholm                |
|         | La Sérénade italienne                                                                                    | 1716-1719 | huile sur bois 33 × 27 cm                                        | Musée                        | Nationalmuseum, Stockholm                |
|         | L'Age d'or                                                                                               | 1716-1720 | huile sur bois 20 × 24 cm                                        | Musée                        | Musée d'art Kimbell, Fort Worth          |
|         | Cérès (L'Été)                                                                                            | 1717-1718 | huile sur toile 142 × 116 cm                                     | Musée                        | National Gallery of Art, Washington      |
|         | Le Pèlerinage à l'île de Cythère dit L'Embarquement pour Cythère                                         | 1717      | huile sur toile 129 × 194 cm                                     | Base Joconde                 | Musée du Louvre, Paris                   |
|         | L'Embarquement pour Cythère                                                                              | vers 1718 | huile sur toile 92 × 130 cm                                      |                              | château de Charlottenburg, Berlin        |
|         | Le Faux pas                                                                                              | vers 1717 | huile sur toile 40 × 31 cm                                       | Base Joconde                 | Musée du Louvre, Paris                   |
|         | Les Plaisirs du bal                                                                                      | vers 1717 | huile sur toile 52 × 65 cm                                       | Musée                        | Dulwich Picture Gallery                  |
|         | Les Bergers ou Fêtes galantes                                                                            | vers 1717 | huile sur toile 26 × 19 cm                                       |                              | château de Charlottenburg, Berlin        |
|         | Assemblée dans un parc                                                                                   | 1717-1718 | huile sur bois 32 × 46 cm                                        | Base Joconde                 | musée du Louvre, Paris                   |
|         | Pour nous prouver que cette belle ou Leçon de musique                                                    | 1717-1718 | Huile sur bois 16 × 20 cm                                        | Musée                        | Wallace Collection, Londres              |
|         | Rendez-vous de Chasse                                                                                    | 1717-1718 | huile sur toile 124 × 189 cm                                     | Musée                        | Wallace Collection, Londres              |
|         | L'Île enchantée                                                                                          | 1717-1718 | huile sur toile 46 × 56 cm                                       | Art aujourd'hui              | Collection privée, Suisse                |
|         | Sous un habit de Mezetin ou Société avec un musicien                                                     | 1717-1719 | Huile sur bois 28 × 21 cm                                        | Base Rkd                     | Wallace Collection, Londres              |
|         | Une femme à sa toilette                                                                                  | 1717-1719 | Huile sur bois 45 × 38 cm                                        | Musée                        | Wallace Collection, Londres              |
|         | La Boudeuse                                                                                              | vers 1718 | huile sur toile 42 × 34 cm                                       | Musée                        | musée de l'Ermitage, Saint-Pétersbourg   |
|         | Les Charmes de la vie                                                                                    | 1718-1719 | huile sur toile 67 × 92 cm                                       | Musée                        | Wallace Collection (musée), Londres      |
|         | La Danse (Iris)                                                                                          | 1718-1721 | huile sur toile 97 × 116 cm                                      | Musée                        | Gemaldegalerie (Berlin)                  |
|         | Société en plein air                                                                                     | 1718-1721 | huile sur toile 114 × 167 cm                                     | Musée                        | Gemaldegalerie (Berlin)                  |
|         | Le Jugement de Pâris                                                                                     | 1718-1721 | Huile sur bois 47 × 31 cm                                        | Base Joconde                 | musée du Louvre, Paris                   |
|         | Fête champêtre                                                                                           | 1718-1721 | Huile sur bois 49 × 64 cm                                        | Musée                        | Art Institute of Chicago                 |
|         | Pierrot autrefois dit Gilles                                                                             | vers 1720 | huile sur toile 184 × 149 cm                                     | Base Joconde                 | Musée du Louvre, Paris                   |
|         | Fêtes vénitiennes                                                                                        | 1718-1719 | huile sur toile 56 × 46 cm                                       | Musée                        | National Gallery of Scotland, Édimbourg  |
|         | Divertissement en plein air                                                                              | 1718-1719 | huile sur toile 60 × 75 cm                                       | Musée                        | Gemäldegalerie Alte Meister , Dresde     |
|         | La Fête de l'amour                                                                                       | 1718-1719 | huile sur toile 61 × 75 cm                                       | Musée                        | Gemäldegalerie Alte Meister , Dresde     |
|         | Mezzetin                                                                                                 | 1718-1720 | huile sur toile 55 × 43 cm                                       | Musée                        | Metropolitan Museum of Art, New York     |
|         | Le Repos pendant la fuite en Égypte                                                                      | 1719      | huile sur toile 117 × 98 cm                                      | Musée                        | musée de l'Ermitage, Saint-Pétersbourg   |
|         | Le Repos pendant la fuite en Égypte                                                                      | 1719      |                                                                  |                              | Guggenheim Hermitage, Las Vegas          |
|         | La Surprise                                                                                              | 1718–1719 | huile sur panneau 36 × 28 cm                                     | Musée                        | Getty Center, Los Angeles                |
|         | L'Accord parfait, diptyque avec La Surprise                                                              | vers 1719 | Huile sur maronnier 33 × 28 cm                                   | Musée                        | Musée d'Art du comté de Los Angeles      |
|         | Les Comédiens italiens                                                                                   | vers 1720 | huile sur toile 64 × 76 cm                                       | Musée                        | National Gallery of Art, Washington      |
|         | Les Comédiens français                                                                                   | vers 1720 | huile sur toile 57 × 73 cm                                       | Musée                        | Metropolitan Museum, New York            |
|         | Fête galante dans un sous-bois                                                                           | 1719-1721 | Huile sur toile 127 × 192 cm                                     | Musée                        | Wallace Collection, Londres              |
|         | L'Enseigne de Gersaint                                                                                   | 1720      |                                                                  | Base Rkd                     | château de Charlottenburg, Berlin        |
|         | Les Champs Elisées                                                                                       | 1720-1721 | Huile sur noyer 31 × 41 cm                                       | Musée                        | Wallace Collection, Londres              |

## Dates non documentées
| Tableau | Titre                                               | Date | Dimensions                   | Référence               | Lieu de conservation                         |
| ------- | --------------------------------------------------- | ---- | ---------------------------- | ----------------------- | -------------------------------------------- |
|         | Portrait d'Antoine Joseph Pater                     |      | huile sur toile 80 × 64 cm   | Musenor                 | Musée des Beaux-Arts de Valenciennes         |
|         | Portrait d'Antoine Crozat, marquis du Châtel        |      |                              | Catalogue de Collection | Ancienne collection Bentinck-Thyssen         |
|         | Campement militaire                                 |      | Huile sur bois 28 × 31 cm    | Base Rkd                | Collection privée, vente Dorotheum 2012      |
|         | Paysage avec une chute d'eau                        |      | Huile sur panneau 51 × 63 cm | Base Rkd                | Collection privée, vente Christie's 2009     |
|         | Scaramouche et Pierrot se trempent (« Le Fandago ») |      | Huile sur bois 52 × 36 cm    | [ 4 ]                   | Collection Bruno Lohse, vente Dorotheum 1938 |
|         | La Déclaration                                      |      | Huile sur cuivre 22 × 16 cm  | Catalogue Christie's    | Collection privée, vente Christie's 2013     |
|         | La Vraie Gaieté                                     |      | Huile sur bois 23 × 17 cm    | Musée                   | Musée des Beaux-Arts de Valenciennes         |